# ماوگوژاتا کوژوخوفسکا
ماوگوژاتا کوژوخوفسکا (لهستانی: Małgorzata Kożuchowska) بازیگر اهل لهستان است. وی برندۀ جوایزی همچون نشان افتخار تولد لهستان و گلوریا آرتیس شده است.
از فیلم‌ها یا مجموعه‌های تلویزیونی که وی در آن‌ها نقش داشته‌است، می‌توان به کیلر، نامه به بابا نوئل ۲، حالا یا هرگز!، خرده‌دهقانان، تازه‌کار، فرصت دوباره، یک خانواده لهستانی،‌ تنها عشق، ع چون عشق و قانون حقیقی اشاره نمود.